# Kittipun Saensuk
Kittipun Saensuk (thailändisch กิตติพันธ์ แสนสุข, * 9. Dezember 1994) ist ein thailändischer Fußballspieler.

## Karriere
Kittipun Saensuk erlernte das Fußballspielen beim Erstligisten Muangthong United. Der Club aus Pak Kret, einem nördlichen Vorort der thailändischen Hauptstadt Bangkok, spielte in der ersten Liga des Landes, der Thai League. Hier unterschrieb er 2014 auch seinen ersten Profivertrag. Nach Vertragsunterzeichnung wurde er die Saison 2014 an den Drittligisten Nakhon Nayok FC ausgeliehen. Der Club aus Nakhon Nayok spielte in der Regional League Division 2 in der Central/Eastern Region. 2015 spielte er ebenfalls auf Leihbasis die Hinrunde bei den Drittligisten Thonburi FC und die Rückrunde beim Nonthaburi FC. Pattaya United FC, der Erstligaaufsteiger aus Pattaya, nahm ihn die Hinserie 2016 auf Leihbasis unter Vertrag. Die Rückserie spielte er ebenfalls auf Leihbasis beim Drittligisten Phrae United FC in Phrae. Udon Thani FC lieh ihn die Hinserie 2017 aus. Mit dem Club aus Udon Thani spielte er in der neugeschaffenen Thai League 3 in der Upper Region. Seit Mitte 2019 ist er an den Chainat Hornbill FC ausgeliehen. Ende der Saison musste der Club aus Chainat den Weg in die Zweitklassigkeit antreten. Mit Chainat spielte er in der zweiten Liga, der Thai League 2. Nach Vertragsende in Muangthong wechselte er im Mai 2021 zum Erstligaabsteiger Sukhothai FC. Am Ende der Saison 2021/22 feierte er mit dem Verein aus Sukhothai die Vizemeisterschaft und den Aufstieg in die erste Liga.

## Erfolge
Sukhothai FC
- Thailändischer Zweitligavizemeister: 2021/22  ▲